# Agnoshydrus laccophiloides
Agnoshydrus laccophiloides är en skalbaggsart som först beskrevs av Régimbart 1888.  Agnoshydrus laccophiloides ingår i släktet Agnoshydrus och familjen dykare. Inga underarter finns listade i Catalogue of Life.